# Maison Dániel
La Maison Dániel (en hongrois : Dániel-ház) est un édifice situé dans le 7e arrondissement de Budapest.